# Thomas von der Dunk
Thomas Heinrich von der Dunk (Soestdijk, 2 juli 1961) is een Nederlandse cultuurhistoricus en publicist. Hij is de zoon van historicus Hermann von der Dunk.

## Levensloop
Von der Dunk groeide op in Bilthoven, deed in 1979 eindexamen vwo aan het Nieuwe Lyceum aldaar en studeerde van 1979 tot 1988 kunstgeschiedenis aan de Universiteit van Amsterdam (afstudeerrichting architectuur). Van 1989 tot 1993 was hij als assistent-in-opleiding verbonden aan de vakgroep geschiedenis van de Universiteit Leiden, waar hij in 1994 promoveerde op een tweedelig proefschrift over de politieke en ideologische aspecten van de monumentencultus in het Heilige Roomse Rijk in de veertiende tot achttiende eeuw (handelseditie 1999). Van 1994 tot 1999 was hij als postdoctoraal onderzoeker verbonden aan de vakgroep geschiedenis van de Universiteit Utrecht, van 1999 tot 2002 in dezelfde functie aan die in Leiden. Sinds 2006 is hij als gastonderzoeker verbonden aan de vakgroep Europese Geschiedenis van de Universiteit van Amsterdam. 
Sinds 2002 is hij werkzaam als freelance publicist en politiek commentator. Hij was kortstondig (oktober 2010 tot april 2011) columnist bij HP/De Tijd, maar moest deze baan opgeven ten behoeve van zijn columns in de Volkskrant. In 2011 was hij internetcolumnist van de Volkskrant en columnist bij de Gelderlander en Zaman Vandaag. Vanwege zijn confronterende schrijfstijl roept hij vaak controverses op. Von der Dunk is lid van de Partij van de Arbeid.